# 探偵夢宮さくらの完全敗北
『探偵夢宮さくらの完全敗北』（たんていゆめみやさくらのかんぜんはいぼく）は、ちょぼらうにょぽみによる日本の4コマ漫画。『まんがタイムきらら』（芳文社）にて、2020年10月号（9月9日発売）から11月号のゲスト掲載を経て、2021年1月号から連載を開始した。ゲスト連載の際は作者名としてイキリにゃんぽこという名義が使用されていたが、翌月11月号発売時にその正体がちょぼらうにょぽみであることが明かされ、正式連載時はこちらの名義を使用している。

## あらすじ
幼いころから探偵になることを夢見ていた主人公の少女・夢宮さくらは、南守矢（みなみもりや）高校入学と同時に憧れの「探偵部」へ入部する。しかしそこには破茶滅茶な部長・ナナオやどこか抜けている先輩部員・サニャ、「ちー」としか喋らない謎の少女・ちーといった、とにかく「ヤバい」メンバーが集まっていた。世界一の探偵を目指すはずが、奇想天外なメンバーに振り回されっぱなしのさくらの探偵人生が幕を開ける。

## 登場人物

### 南守矢高校探偵部
夢宮 さくら（ゆめみや さくら）
本作の主人公。南守矢高校1年生。テレビアニメ「名探偵アケサカ」の影響で幼い頃から名探偵に憧れており、高校入学とともに探偵部への入部を決意する。その活動内容は自身が憧れていた本格的な探偵活動とは程遠いものであったが、待ち望んでいた探偵人生に期待を膨らませ正式に入部する。
入部後は他部員の奇想天外な行動に振り回される苦労人もといツッコミ役を担う。彼女たちのせいで下がり切った探偵部の評判を上げるべく、生徒からの依頼を積極的に引き受けることを掲げた。ナナオが部費でお菓子を買っていたことが発覚し部費の供給が停止された際には、生徒会に頭を下げ活動実績を認めてもらい、部費の復活に貢献した。一方で肝心の探偵らしい活動となると必要以上に焦ったり、睡眠不足に陥ったりと、おっちょこちょいな一面もある。
部の仲間のことは呆れながらも大切に思っている。また、ちーの言葉を部で唯一理解出来る。
物語が進むにつれて、サニャに恋心を抱くようになる。
ナナオ
南守矢高校3年生。探偵部部長。日本人の父とイギリス人の母を持つハーフ。
「権力ほしさ」故に探偵部の部長を務めているが、実際は部外の人間に迷惑行為を働くなどの問題行動により探偵部の評判を大きく下げている張本人である。部に届いた依頼にも基本的には消極的で、金銭的報酬を求めたがる。それゆえ部員からも呆れられているが、時折部員のサポートに全力を尽くすこともある。また推理力は高いようで、部で参加した謎解きイベントや部に届いた調査依頼では大きく貢献している様子も窺える。
普段は傍若無人に振る舞っているが、メンタルは弱く、怒声を浴びせられると泣き出し、深夜のトイレに恐怖する。また、お菓子が好きで、部費を勝手に使って買い込んでいる。
サニャ
南守矢高校2年生。探偵部部員。一人称は「ボク」。さくらのことを「夢ちゃん」と呼ぶ。
ナナオの問題行為を咎めるなど一見すると常識人に思えるが、かなりの天然かつドジで流されやすい性格。また、部に届いた依頼には積極的なものの、ほぼ貢献できないことが多い。ただしこれらは本人自身も気にしている模様。
スタイルや運動神経は抜群で、さくらや他の生徒からも憧れられている。また、猫や犬などの「もふもふしたもの」が大好き。
ちー
南守矢高校探偵部に何故かいる不思議な少女。「ちー」という言葉しか喋らず、さくら以外は言葉の意味を理解できない。
本人によれば年齢は10才で、飛び級で入学したが現在は留年しているとのこと。さくらの通訳によりこの事実が発覚する以前は、部員から座敷わらしだと思われていた。
ざしきわらし / ざしわら
南守矢高校探偵部の部室に住む座敷わらし。本人曰く、座敷わらしであるため部員ではないらしい。
初めて姿を現したときはナナオに座敷わらしと信じてもらえず、不審者扱いされ追い出されかけた。あらゆる物に変身する能力である「変化の術」や"座敷童協会"公認の免許を見せることで、本物の座敷わらしであることを証明した。
多くの人を幸せにできる立派な座敷わらしになることが夢である。探偵部に来たのは依頼募集の貼り紙を見て、心優しい人とともに自分も成長できるかもしれないと考えたかららしい。
ところが部の仲間になって以来はナナオと殴り合いの衝突をしたり悪ノリに付き合ったりする悪友関係となり、先述の夢とは程遠い生活を送っている。

### その他の登場人物
でらさん
南守矢高校一年生で、さくらとは高校入学以前から仲が良い。評判の悪い探偵部に入部したさくらを心配している。
夢宮 舞美（ゆめみや まいみ）
さくらの妹。でらさんがさくらの家に訪れた際に人見知りのような反応を示している。
MEIZ①
人類の前の生命体が作った独立型知能兵器。隕石の衝突の際に海に取り残されていたところをスキューバダイビング中のちーに発見され、修理してもらった。この恩義からちーを銀河の支配者に仕立て上げようとするほどちーに心酔しており、探偵部の部員を「しょうもない連中」と蔑みちーとの付き合いを引き裂こうと目論んでいる。
イキリにゃんぽこ
漫画家。本編とは無関係の4コマパートで登場する。まんがタイムきららを清純かつ誰もが読める漫画雑誌に保つべく漫画を描いている。きららの為ならば作家のピンチであっても無償で助ける。
サメ潜水艦
まんがタイムきららをこよなく愛する謎の生物。本編とは無関係の4コマパートで登場する。きららのような清純で平和な環境でこそ生命を保てるが、そのような雰囲気を壊す行為（喫煙など）を目の当たりにすると絶命する。

## 書誌情報
- ちょぼらうにょぽみ『探偵夢宮さくらの完全敗北』、芳文社〈KRコミックス〉、既刊1巻（2021年12月25日現在）
  1. 2022年1月9日初版第1刷発行（2021年12月25日発売[1]）、ISBN 978-4-8322-7336-8